# Kårtnisjaure
Kårtnisjaure är en sjö i Kiruna kommun i Lappland och ingår i Torneälvens huvudavrinningsområde. Sjön har en area på 0,243 kvadratkilometer och ligger 472 meter över havet.

## Delavrinningsområde
Kårtnisjaure ingår i det delavrinningsområde (759765-171990) som SMHI kallar för Ovan Vuomatjuolmajåkka. Medelhöjden är 498 meter över havet och ytan är 6,16 kvadratkilometer. Räknas de 10 avrinningsområdena uppströms in blir den ackumulerade arean 222,62 kvadratkilometer. Pulsujoki som avvattnar avrinningsområdet har biflödesordning 3, vilket innebär att vattnet flödar genom totalt 3 vattendrag innan det når havet efter 428 kilometer. Avrinningsområdet består mestadels av skog (89 procent). Avrinningsområdet har 0,32 kvadratkilometer vattenytor vilket ger det en sjöprocent på 5,2 procent.